# Saison 3 d'Elementary
Chronologie
Saison 2 Saison 4
Cet article présente les épisodes de la troisième saison de la série télévisée américaine Elementary.

## Synopsis
Le célèbre détective Sherlock Holmes, venu de Londres, habite New York. Tout juste sorti d'une cure de désintoxication, il est contraint de cohabiter avec son parrain de sobriété, le Dr Joan Watson, ancienne chirurgienne reconvertie dans l'assistanat. Les capacités d'observation et de déduction de Holmes et l'expertise médicale de Watson aident à résoudre les affaires les plus impossibles du NYPD.

## Distribution

### Acteurs principaux
- Jonny Lee Miller (VF : Guillaume Lebon) : Sherlock Holmes
- Lucy Liu (VF : Laëtitia Godès) : Dr Joan Watson
- Jon Michael Hill (VF : Namakan Koné) : l'inspecteur Marcus Bell
- Aidan Quinn (VF : Michel Dodane) : le capitaine Thomas Gregson

### Acteurs récurrents et invités
- Gina Gershon : Elana March[1]
- Ophelia Lovibond : Kitty Winter[2] (épisodes 1 à 12)
- Raza Jaffrey : Andrew Paek[3]
- Sonya Walger : Julianne Sims[4] (épisode 2)
- Zak Orth : Gabe Coleman[4] (épisode 2)
- Rich Sommer (en) : Harlan Emple[5] (épisode 3)
- Jacob Pitts : Paul Ladesma[6] (épisode 3)
- Michael Chernus : Edwin Bond[7] (épisode 4)
- Christian Camargo : Chris[8] (épisode 7)
- Stuart Townsend : Del[9] (épisodes 11 et 12)

## Production
Le 13 mars 2014, la série a été renouvelée pour une troisième saison.

### Diffusion
Aux États-Unis, la saison est diffusée en simultané depuis le 30 octobre 2014 sur le réseau CBS et le réseau Global au Canada.
La diffusion francophone de cette saison va se dérouler ainsi :
- En France sur M6 dès le 6 mars 2015 jusqu'au 20 mars 2015 (Épisode 1 à 6). La diffusion recommence le 25 décembre 2015 jusqu'au 26 février 2016 (Épisode 6 à 24).
- En Suisse sur RTS Un du 5 mars 2015 au 9 avril 2015 (12 épisodes). La diffusion reprend le 3 décembre 2015 jusqu'au 21 janvier 2016.

## Liste des épisodes

### Épisode 1:Le Crime parfait
- États-Unis /  Canada : 30 octobre 2014 sur CBS[11] / Global
- Suisse : 5 mars 2015 sur RTS Un
- France : 6 mars 2015 sur M6

- États-Unis : 7,57 millions de téléspectateurs[12] (première diffusion)
- Canada : 1,914 million de téléspectateurs[13] (première diffusion + différé 7 jours)
- France : 3,55 millions de téléspectateurs[14](première diffusion)

- Gina Gershon (Elana March)
- Ophelia Lovibond (Kitty Winter)
- Raza Jaffrey (Andrew Paek)
- Brennan Brown (Kevin Elspeth)
- Kate Hodge (Karen Lutz)
- Michael Louis Gibson (Détective Palmer)
- Ed Moran (Détective)
- Anthony Arkin (Client)
- Joanna Rhinehart (Ms. Bracken)
- McKinley Belcher III (Détective chancelant)

### Épisode 2:Cinq petites perles orange
- États-Unis /  Canada : 6 novembre 2014 sur CBS / Global
- Suisse : 5 mars 2015 sur RTS Un
- France : 6 mars 2015 sur M6

- États-Unis : 7,07 millions de téléspectateurs[15] (première diffusion)
- Canada : 1,618 million de téléspectateurs[16] (première diffusion + différé 7 jours)
- France : 3,36 millions de téléspectateurs[14](première diffusion)

- Ophelia Lovibond (Kitty Winter)
- Sonya Walger (Julianne Sims)
- Chris McGarry (Vince Boden)
- Zak Orth (Gabe Coleman)
- John Rothman (Elias Openshaw)
- Shayan Shojaee (Mr. Azeem)
- Roger Rathburn (Avocat)

### Épisode 3:Le Nombre de Belphégor
- États-Unis /  Canada : 13 novembre 2014 sur CBS / Global
- Suisse : 12 mars 2015 sur RTS Un
- France : 13 mars 2015 sur M6

- États-Unis : 6,53 millions de téléspectateurs[17] (première diffusion)
- Canada : 1,375 million de téléspectateurs[18] (première diffusion + différé 7 jours)
- France : 2,75 millions de téléspectateurs[19](première diffusion)

- Ophelia Lovibond (Kitty Winter)
- Raza Jaffrey (Andrew Paek)
- Rich Sommer (Harlan Emple)
- Jacob Pitts (Paul Ladesma)
- Audrey Lynn Weston (Beka)
- Phil Simms (Phil Simms)
- Danaya Esperanza (Femme du groupe de soutien)

### Épisode 4:Bella
- États-Unis /  Canada : 20 novembre 2014 sur CBS / Global
- Suisse : 12 mars 2015 sur RTS Un
- France : 13 mars 2015 sur M6

- États-Unis : 6,49 millions de téléspectateurs[20] (première diffusion)
- Canada : 1,564 million de téléspectateurs[21] (première diffusion + différé 7 jours)
- France : 2,5 millions de téléspectateurs[19](première diffusion)

- Ophelia Lovibond (Kitty Winter)
- Raza Jaffrey (Andrew Paek)
- Michael Chernus (Edwin Borstein)
- Condola Rashad (Melinda Young)
- Jonathan Judge-Russo (Michael Webb)
- Robert Capron (Mason)
- Michael Cristofer (Isaac Pike)
- Halley Feiffer (Erin Rabin)
- Bill Winkler (Robert Ballard)
- Amy V. Morse (Réceptionniste)

### Épisode 5:Diamants de sang
- États-Unis /  Canada : 27 novembre 2014 sur CBS / Global
- Suisse : 19 mars 2015 sur RTS Un
- France : 20 mars 2015 sur M6

- États-Unis : 6,11 millions de téléspectateurs[22] (première diffusion)
- Canada : 1,716 million de téléspectateurs[23] (première diffusion + différé 7 jours)
- France : 3,17 millions de téléspectateurs[24](première diffusion)

- Ophelia Lovibond (Kitty Winter)
- Rafi Silver (Amit Hattengatti)
- Liza J. Bennett (Hannah Gregson)
- Michael DeMello (Dana Kazmir)
- Cynthia Kerr (Leslie Hendrix)
- Daniel Abeles (Leonard Oosthuizen)
- Joe Grifasi (Capitaine Moretti)
- Nadia Dajani (Dr. Grannis)
- Derek Grabner (Chris Stotz)
- Stuart Zagnit (Josef Shapiro)
- Emmanuel Brown (Policier de la fac)
- Paige Patterson (Femme d'affaires)
- Corey Patrick (Sergent)
- Matt Loney (Policier de la fourrière)

### Épisode 6:Meurtres à la carte
- États-Unis /  Canada : 4 décembre 2014 sur CBS / Global
- Suisse : 19 mars 2015 sur RTS Un
- France : 20 mars 2015 sur M6

- États-Unis : 6,59 millions de téléspectateurs[25] (première diffusion)
- Canada : 1,434 million de téléspectateurs[26] (première diffusion + différé 7 jours)
- France : 2,89 millions de téléspectateurs[24](première diffusion)

- Ophelia Lovibond (Kitty Winter)
- Mamie Gummer (Margaret Bray)
- Eric Schweig (Leon Moody)
- Skipp Sudduth (William Ziff)
- K. Todd Freeman (Rafael)
- Liv Rooth (Sharon Tavener)

### Épisode 7:Le Nettoyeur
- États-Unis /  Canada : 11 décembre 2014 sur CBS / Global
- Suisse : 26 mars 2015 sur RTS Un
- France : 25 décembre 2015 sur M6

- États-Unis : 7,63 millions de téléspectateurs[27] (première diffusion)
- Canada : 1,462 million de téléspectateurs[28] (première diffusion + différé 7 jours)
- France : 2,243 millions de téléspectateurs[29](première diffusion)

- Ophelia Lovibond (Kitty Winter)
- Candis Cayne (Ms. Hudson)
- Christian Camargo (Chris Santos)
- Jon David Casey (Conrad Woodbine)
- Harris Doran (Superintendent)
- Kevin Geer (Raymond Carpenter)
- Tom Mardirosian (Artem Dedekian)
- Peter Benson (Blake Tanner)
- John Horton (Le Nez)
- Kate Arrington (Sally Holder)
- Lewis Cleale (Dan Kramer)
- David Harris (Custodian)
- Sean Phillips (Chef d'équipe)

### Épisode 8:L'Œil de l'assassin
- États-Unis /  Canada : 18 décembre 2014 sur CBS / Global
- Suisse : 26 mars 2015 sur RTS Un
- France : 1er janvier 2016 sur M6

- États-Unis : 7,57 millions de téléspectateurs[30] (première diffusion)
- Canada : 1,052 million de téléspectateurs[31] (première diffusion + différé 7 jours)

- Ophelia Lovibond (Kitty Winter)
- Andrew Dolan (Officier Miles Polano)
- Rebecca Brooksher (Brie Flynn)
- Kerry Butler (Astrid)
- Leslie Silva (Agent Hernan de l'ATF)
- Shezi Sardar (Casey Hatem)
- Robert Mammana (Niko Buros)
- Triney Sandoval (George)
- Gregory Abbey (Daren)
- Rajesh Bose (Officier Doud)
- Geoff Wigdor (Charlie Riggs)
- Miriam Silverman (Femme du groupe de soutien)
- Ken Marks (Modérateur)
- Kristine Johnson (Reporter)

### Épisode 9:Une dose d'immortalité
- États-Unis /  Canada : 8 janvier 2015 sur CBS / Global
- Suisse : 2 avril 2015 sur RTS Un
- France : 8 janvier 2016 sur M6

- États-Unis : 8,60 millions de téléspectateurs[32] (première diffusion)
- Canada : 1,636 million de téléspectateurs[33] (première diffusion + différé 7 jours)
- France : 2,722 millions de téléspectateurs[34](première diffusion)

- Ophelia Lovibond (Kitty Winter)
- Ato Essandoh (Alfredo Llamosa)
- Jordan Gelber (Médecin-légiste Hawes)
- Lawrence Gilliard Jr. (Dwyer Kirk)
- Dakin Matthews (James Connaughton)
- Brian Lee Huynh (Brett Won)
- Luke Robertson (Louis Carlisle)
- Julienne Hanzelka Kim (Shauna Milius)
- Robert Capron (Mason)
- Andrea Syglowski (Sarah Jacoby)
- Carra Patterson (Jessa)
- Seiko Suzuki Shih (Akiko)
- Catrina Ganey (Femme de ménage)

### Épisode 10:La Fleur du mal
- États-Unis /  Canada : 15 janvier 2015 sur CBS / Global
- Suisse : 2 avril 2015 sur RTS Un
- France : 8 janvier 2016 sur M6

- États-Unis : 8,09 millions de téléspectateurs[35] (première diffusion)
- Canada : 1,621 million de téléspectateurs[36] (première diffusion + différé 7 jours)
- France : 2,722 millions de téléspectateurs[34](première diffusion)

- Ophelia Lovibond (Kitty Winter)
- Zuzanna Szadkowski (Miranda Jantzen)
- Madison Riley (Courtney Stever)
- Rachel Hilson (Lexi)
- Katie Finneran (Barbara Conway)
- Christopher Innvar (Grant Perryman)
- Olivia Nikkanen (Tess Jantzen)

### Épisode 11:Départ précipité
- États-Unis /  Canada : 22 janvier 2015 sur CBS / Global
- Suisse : 9 avril 2015 sur RTS Un
- France : 15 janvier 2016 sur M6

- États-Unis : 8,28 millions de téléspectateurs[37] (première diffusion)
- Canada : 1,585 million de téléspectateurs[38] (première diffusion + différé 7 jours)
- France : 3,064 millions de téléspectateurs[39](première diffusion)

- Ophelia Lovibond (Kitty Winter)
- Stuart Townsend (Del Gruner)
- P.J. Sosko (Simon de Merville)
- Tammy Blanchard (Violet de Merville)
- Katrina Lenk (Sonia Horvat)
- David Valcin (Osweiler)
- Murphy Guyer (en) (Détective Whitaker)
- Stan Demidoff (Detective du TARU)
- Robert Eli (Ron Davis)
- Roe Hartrampf (Barman)
- Wallace Smith (Agent du SWAT)

### Épisode 12:Au revoir, à jamais
- États-Unis /  Canada : 29 janvier 2015 sur CBS / Global
- Suisse : 9 avril 2015 sur RTS Un
- France : 15 janvier 2016 sur M6

- États-Unis : 7,69 millions de téléspectateurs[40] (première diffusion)
- Canada : 1,503 million de téléspectateurs[41] (première diffusion + différé 7 jours)
- France : 3,064 millions de téléspectateurs[39](première diffusion)

- Ophelia Lovibond (Kitty Winter)
- Stuart Townsend (Del Gruner)
- Jessica Blank (Tabitha Laird)
- Edward Baker-Duly (Inspecteur Davies)
- Tom Bloom (Directeur exécutif)
- Michael Mellamphy (Collègue)
- David Andrew Macdonald (Procureur)

### Épisode 13:La Mine d'or
- États-Unis /  Canada : 5 février 2015 sur CBS / Global
- Suisse : 3 décembre 2015 sur RTS Un
- France : 22 janvier 2016 sur M6

- États-Unis : 7,87 millions de téléspectateurs[42] (première diffusion)
- Canada : 1,673 million de téléspectateurs[43] (première diffusion + différé 7 jours)
- France : 2,9 millions de téléspectateurs[44](première diffusion)

- Raza Jaffrey (Andrew Mittal)
- Ben Livingston (Coleman Gregg)
- Amy Hargreaves (Jill Horowitz)
- Jacinto Taras Riddick (Eduardo Pena)
- Grace Rex (Ashley Medina)
- Alia Attallah (Athena)
- Devika Bhise (Minerva)
- Jayne Houdyshell (Carla)
- Brian George (Santhosh Mittal)
- Thomas Schall (Jay Wirth)
- Mia Ellis (Réceptionniste)
- JD Taylor (Gavin)
- Siraj Huda (Mr. Iyengar)
- Cole Abell (Barista)
- Margaret Daly (Secrétaire)
- Melissa Miller (Femme à la veste bleue)

### Épisode 14:La Femelle de l'espèce
- États-Unis /  Canada : 12 février 2015 sur CBS / Global
- Suisse : 3 décembre 2015 sur RTS Un
- France : 22 janvier 2016 sur M6

- États-Unis : 7,91 millions de téléspectateurs[45] (première diffusion)
- Canada : 1,661 million de téléspectateurs[46] (première diffusion + différé 7 jours)
- France : 2,59 millions de téléspectateurs[44](première diffusion)

- Gina Gershon (Elana March)
- Brian George (Santhosh Mittal)
- Chandler Williams (Vernon Joseph)
- Louis Cancelmi (en) (Ben Reynolds)
- Anthony Gaskins (Donovan Gaines)
- Shawn T. Andrew (Agent du SWAT)
- Cherelle Cargill (Officier Sanders)
- Edward Chin-Lyn (Gardien de prison)

### Épisode 15:Le Prix du sang
- États-Unis /  Canada : 19 février 2015 sur CBS / Global
- Suisse : 10 décembre 2015 sur RTS Un
- France : 29 janvier 2016 sur M6

- États-Unis : 8,21 millions de téléspectateurs[47] (première diffusion)
- Canada : 1,485 million de téléspectateurs[48] (première diffusion + différé 7 jours)
- France : 3,136 millions de téléspectateurs[49](première diffusion)

- Alicia Witt (Dana Powell)
- Michael Cumpsty (Arlen Schrader)
- Maria Dizzia (Penny)
- Jason Pendergraft (Freddy Duncan)
- Peter Jay Fernandez (Samuel Cardenas)
- Julia Murney (Gayle Wolper)
- Anastasia Barzee (Erin Chatworth)
- Fred Arsenault (Réceptionniste)
- Craig Wroe (Avocat de Dana)
- Bob Ari (Bijoutier)
- Nick Kohn (Agent de police)
- Cathleen Trigg (Journaliste)
- Mario Basquez (Présentateur du journal)
- Moti Margolin (Henry Wilseck)

### Épisode 16:Repentance
- États-Unis /  Canada : 5 mars 2015 sur CBS / Global
- Suisse : 10 décembre 2015 sur RTS Un
- France : 29 janvier 2016 sur M6

- États-Unis : 7,67 millions de téléspectateurs[50] (première diffusion)
- Canada : 1,565 million de téléspectateurs[51] (première diffusion + différé 7 jours)
- France : 3,136 millions de téléspectateurs[49](première diffusion)

- Michael Weston (Oscar Rankin)
- Gary Wilmes (Robert Barclay)
- Lorraine Velez (Claudia Sandoval)
- Richard Brooks (Detective Demps)
- Aaron Serotsky (Detective McShane)
- Tim McGeever (Médecin)
- Felix Solis (Prentice Gutierrez)
- Sarah Quinn (Assistante)
- Doreen Montalvo (Infirmière)
- Jessica Diaz (Maria Gutierrez)
- Keira Keeley (Guitariste)

### Épisode 17:Vague de froid
- États-Unis /  Canada : 12 mars 2015 sur CBS / Global
- France : 5 février 2016 sur M6
- Suisse : 17 décembre 2015 sur RTS Un

- États-Unis : 7,58 millions de téléspectateurs[52] (première diffusion)
- Canada : 1,516 million de téléspectateurs[53] (première diffusion + différé 7 jours)
- France : 3,055 millions de téléspectateurs[54] (première diffusion)

- Freda Foh Shen (Mary Watson)
- Patrick Breen (Vance Ford)
- Tom Costello (Terrence Resnick)
- Jordan Gelber (Médecin-Légiste Hawes)
- Mark Margolis (Abraham Misraki)
- Madeline Weinstein (Allie Newmeyer)
- Michael McCormick (Gary Weissman)
- David Carranza (Policier en uniforme)

### Épisode 18:Une vue de l'Olympe
- États-Unis /  Canada : 2 avril 2015 sur CBS / Global
- France : 5 février 2016 sur M6
- Suisse : 17 décembre 2015 sur RTS Un

- États-Unis : 7,48 millions de téléspectateurs[55] (première diffusion)
- Canada : 1,585 million de téléspectateurs[56] (première diffusion + différé 7 jours)
- France : 2,81 millions de téléspectateurs[57](première diffusion)

- Jeremy Cohenour (Brandon Falcheck)
- Julian Seredowych (Galen Barrow)
- Anastasia Griffith (Agatha Spurrell)
- Devin Ratray (Gordon Meadows)
- Kate Jennings Grant (Lydia Guerrero)
- Andre Ward (Bobby Alacqua)
- Bill English (Eric Frazier)
- Zoe Winters (Mahra Kemp)
- Marc Damon Johnson (Standardiste)
- Eshan Bay (Colocataire)

### Épisode 19:Bourreau d'Hackers
- États-Unis /  Canada : 9 avril 2015 sur CBS / Global
- France : 12 février 2016 sur M6
- Suisse : 7 janvier 2016 sur RTS Un

- États-Unis : 7,03 millions de téléspectateurs[58] (première diffusion)
- Canada : 1,466 million de téléspectateurs[59] (première diffusion + différé 7 jours)

- Joseph Cross (Petros Franken)
- Adam Chanler-Berat (Brady Dietz)
- Rosyln Ruff (Agent Branch)
- Steve Routman (Mr. Briggs)
- Lucy Owen (Rachel Carter)
- Will Pullen (Caleb Hill)
- Erik Heger (Cory Evans)
- Gretchen Hall (Marnie)
- Susan Pourfar (Emily Hankins)
- Alicia Harding (Katherine)

### Épisode 20:Ruby
- États-Unis /  Canada : 16 avril 2015 sur CBS / Global
- France : 12 février 2016 sur M6
- Suisse : 7 janvier 2016 sur RTS Un

- États-Unis : 7,56 millions de téléspectateurs[60] (première diffusion)
- Canada : 1,464 million de téléspectateurs[61] (première diffusion + différé 7 jours)

- Liza J. Bennett (Hannah Gregson)
- Jordan Gelber (Médecin-légiste Hawes)
- Eric Bogosian (Collin Eisely)
- Joseph Melendez (Carlos)
- Anita Gillette (Claire Renziger)
- Andrew Rothenberg (Finn)
- Jeffrey Schecter (Technicien)
- Marcy Harriell (Yolanda Massee)
- Robert Capron (Mason)
- Lohrasp Kansara (Nadim Al-Haj)

### Épisode 21:Les Entrailles de l'affaire
- États-Unis /  Canada : 23 avril 2015 sur CBS / Global
- France : 19 février 2016 sur M6
- Suisse : 14 janvier 2016 sur RTS Un

- États-Unis : 7,73 millions de téléspectateurs[62] (première diffusion)
- Canada : 1,513 million de téléspectateurs[63] (première diffusion + différé 7 jours)

- Ato Essandoh (Alfredo Llamosa)
- Jordan Gelber (Médecin-légiste Hawes)
- Fisher Stevens (Marty Ward)
- Terry Serpico (Wallace Turk)
- Gene Farber (Janko Stepovic)
- Natalie Gold (Sarah Penley)
- Michael McGlone (Lloyd)
- Sarah Bolt (Maggie Halpern)
- Jillian Taylor (Paige)
- Dana Berger (Ambulancier)
- Nathan Hinton (Chef de la sécurité)
- Kevin Morrow (Detective Bailey)
- Danny McCarthy (Detective Nash)
- Rebecca Hirota (Réceptioniste)

### Épisode 22:L'Évadée belle
- États-Unis /  Canada : 30 avril 2015 sur CBS / Global
- France : 19 février 2016 sur M6
- Suisse : 14 janvier 2016 sur RTS Un

- États-Unis : 7,03 millions de téléspectateurs[64] (première diffusion)
- Canada : 1,47 million de téléspectateurs[65] (première diffusion + différé 7 jours)

- Afton Williamson (Monica Scott)
- Malcolm Xavier (Kai)
- Waymon Arnette (Enrique)
- Susan Misner (Loretta Nichols)
- Glenn Fleshler (en) (Trey McCann)
- John Sanders (Jeff Harper)
- Michael Kostroff (Perry Franklin)
- Marianne Ferrari (Gwen McCann)

### Épisode 23:L'Effondrement des colonies
- États-Unis /  Canada : 7 mai 2015 sur CBS / Global
- France : 26 février 2016 sur M6
- Suisse : 21 janvier 2016 sur RTS Un

- États-Unis : 6,918 millions de téléspectateurs[66] (première diffusion)
- Canada : 1,43 million de téléspectateurs[67] (première diffusion + différé 7 jours)

- Sutton Foster (Tara Parker)
- Patch Darragh (Griffin Parker)
- Tony Crane (Everett Keck)
- Kevin O’Rourke (Commissaire adjoint Pat)
- Arian Moayed (Yusuf Al Shamsi)
- Paul Urcioli (Jonah Chait)
- Danny Boushebel (Rashid Musharakh)
- Tyler Lansing Weaks (Officier Hayes)
- Dorothy Lyman (Belinda)
- Lisa Emery (Mrs. Barnes)
- Martin LaPlatney (Darryl Ghent)
- Frank Vlastnik (Expert graphologue)
- Adam Sietz (Rick)
- David Michael Garry (Hugo)

### Épisode 24:La Tentation du diable
- États-Unis /  Canada : 14 mai 2015 sur CBS[68] / Global
- France : 26 février 2016 sur M6
- Suisse : 21 janvier 2016 sur RTS Un

- États-Unis : 6,96 millions de téléspectateurs[69] (première diffusion)
- Canada : 1,539 million de téléspectateurs[70] (première diffusion + différé 7 jours)

- Ato Essandoh (Alfredo Llamosa)
- Michael Weston (Oscar Rankin)
- Jason Kolotouros (Agitated Man)
- Brenda Pressley (Estella Llamosa)
- Elia Monte-Brown (Kamala)
- Patrick Page (Jonathan Bloom)
- Matthew Saldivar (Neil Kopecky)
- Maceo Oliver (Nassau County Uni)